# Sénéchaussée de Beaufort
La sénéchaussée de Beaufort est une juridiction territoriale créée au XIVe siècle, dans la province d'Anjou avec la cité de Beaufort comme chef-lieu et siège du sénéchal.

Localisation de la sénéchaussée de Beaufort en Anjou

## Historique
La sénéchaussée royale de Beaufort-en-Anjou avait été  instituée en 1340 et relevait directement du Parlement de Paris.
Au milieu du XVe siècle, le Roi René d’Anjou acquiert le château de Beaufort-en-Anjou et le fait réaménager. On trouve encore des traces des anciens remparts qui ont été détruits au XIXe siècle et seul subsistent deux tours et un pan de murailles.
Jeanne de Laval, femme de René d’Anjou, complète le château d’une nouvelle tour, la tour octogonale en 1459. 
En 1551, Angers devient le Siège royal de la sénéchaussée principale de l'Anjou et présidial de la juridiction d’Angers de 1551 à 1790.
En 1480, Jeanne de Laval s'installe à Beaufort-en-Anjou. Elle organise et administre la sénéchaussée de Beaufort. 
Elle octroie un certain nombre d'avantages à ses sujets résidant dans cette sénéchaussée, notamment par l'ordonnance du 1er mai 1471, elle réglemente l'usage des prairies communales (jouissance des biens communaux). 
Jeanne de Laval décède le 19 décembre 1498, dans la cité même de Beaufort. Sa dépouille sera inhumée dans la cathédrale d'Angers à côté celle du roi René.
Beaufort présidait un des seize tribunaux spéciaux ou « greniers à sel » de l'Anjou. Sous l'Ancien Régime, les fonds judiciaires de l’Anjou faisaient partie des pays de grande gabelle.
En 1788, la sénéchaussée de Beaufort est supprimée. La cité de Beaufort et son ancienne sénéchaussée sont rattachées à la sénéchaussée d'Angers.
Lors de la Révolution française, les sénéchaussées, comme toutes les subdivisions administratives de l'Ancien Régime, furent démantelées.